# Anthology 1
Anthology 1 ist das erste Kompilationsalbum von insgesamt drei Doppelalben der britischen Gruppe The Beatles, das bisher überwiegend legal unveröffentlichte Aufnahmen beinhaltet. Das Album erschien am 20. November 1995 in Großbritannien und Deutschland und am 21. November 1995 in den USA.
Anthology 1 ist das dritte Album der Beatles, das nach deren Trennung bisher unveröffentlichtes Aufnahmematerial enthält.

## Vorgeschichte
Ende des Jahres 1969 wurde die erste Bootleg-Langspielplatte der Beatles mit dem Titel Kum Back illegal vertrieben. Die Lieder des Bootlegs stammten wohl von der Acetatpressung vom März 1969 des damals geplanten Get Back und später Let It Be-Albums. In den 1970er Jahren folgten weitere Aufnahmen der Let It Be-Sessions, BBC-Aufnahmen sowie diverse Mitschnitte von Konzerten der Beatles. Legal wurde nur das Live-Album The Beatles at the Hollywood Bowl im Mai 1977 veröffentlicht.

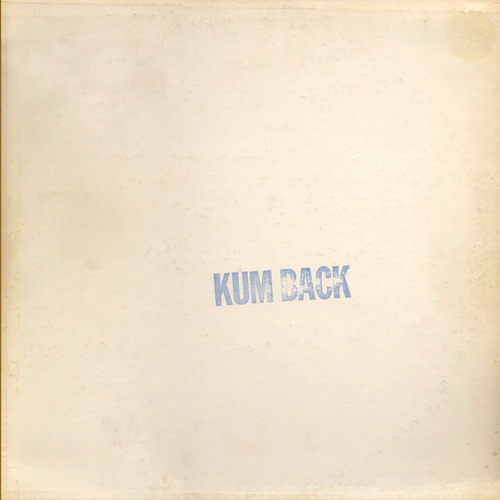
Bootleg-Album Kum Back

Im Jahr 1981 bekam der bei den Abbey Road Studios angestellte Toningenieur John Barrett den Auftrag, die Aufnahmen der Beatles zu katalogisieren und entdeckte dabei neben abweichenden Versionen von veröffentlichten Liedern auch bisher unbekannte Lieder. Zwischen Juli und September 1983 wurden einige dieser Lieder während einer Multi-Mediashow in den Abbey Road Studios einem Publikum präsentiert. Eine Musikkassette mit einigen der Aufnahmen gelangte in die Hände von Bootleggern, die dann dieses Material illegal veröffentlichten.
Geoff Emerick, ein ehemaliger Tontechniker der Beatles, stellte im Jahr 1984 erstmals Lieder für ein Album mit unveröffentlichten Material der Beatles zusammen. Um den klangtechnischen Ansprüchen der 1980er Jahre zu entsprechen, wurden annähernd alle Titel durch Schnitte oder Fadeouts verkürzt und neu abgemischt. Als Veröffentlichungstermin des Sessions benannten Albums war endgültig der Februar 1985 vorgesehen.
Erst zu diesem Zeitpunkt wurden die damals noch lebenden Beatles Paul McCartney, George Harrison und Ringo Starr sowie die Vertreter des 1980 verstorbenen John Lennon über das Projekt Sessions informiert. Die drei noch lebenden Beatles intervenierten sofort gegen die Veröffentlichung und kündigten an, über das Format der Veröffentlichung zu beraten. Eine Kopie einer Musikkassette des Albums Sessions geriet ebenfalls in die Hände von Bootleggern, woraufhin das Album illegal vertrieben wurde.
Im Jahr 1988 erschien die erste Bootleg-Serie Ultra Rare Trax Volume 1–6 von Swingin’ Pig Records, die weitere unbekannte Studioversionen der Beatles in exzellenter Tonqualität präsentierte. Die Veröffentlichungen der Bootlegs führte dazu, dass einem breiteren Publikum bekannt wurde, dass noch unveröffentlichte Aufnahmen von den Beatles existent waren.
Das Buch von Mark Lewisohn: The Complete Beatles Recording Sessions: The Official Story of the Abbey Road Years aus dem Jahr 1988 führt chronologisch sämtliche Studioaufnahmen der Beatles in den Abbey Road Studios zwischen 1962 und 1970 auf und dokumentierte unter anderem erstmals offiziell, welche Lieder zu diesem Zeitpunkt unveröffentlicht waren.
Erste unveröffentlichte Aufnahmen von Auftritten bei Radiosendungen der BBC erschienen dann am 30. November 1994 auf dem Album Live at the BBC.
Nach der Einigung aller Rechtsparteien begann George Martin am 22. Mai 1995, mit der gelegentlichen Unterstützung von Paul McCartney, George Harrison und Ringo Starr rund 600 Aufnahmen der Beatles anzuhören, für die Alben der Anthology-Serie auszuwählen, sie dann zu editieren und neu abzumischen. Es wurde anschließend die Entscheidung getroffen, drei Doppel-CDs zu veröffentlichen, die die musikalische Entwicklung der Beatles chronologisch widerspiegeln.
Verantwortlicher Produzent des Albums war George Martin, sein Assistent war Allan Rouse. Der Toningenieur war Geoff Emerick, bei der Suche und Auswahl der Lieder für das Album unterstützte Mark Lewisohn.

## Entstehung

The Quarrymen – That’ll Be the Day

Tony Sheridan & The Beat Brothers – My Bonnie

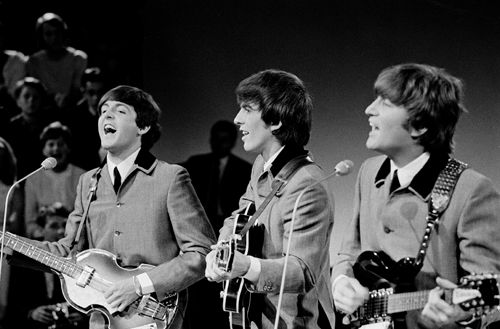
Paul McCartney, George Harrison, John Lennon, 1964

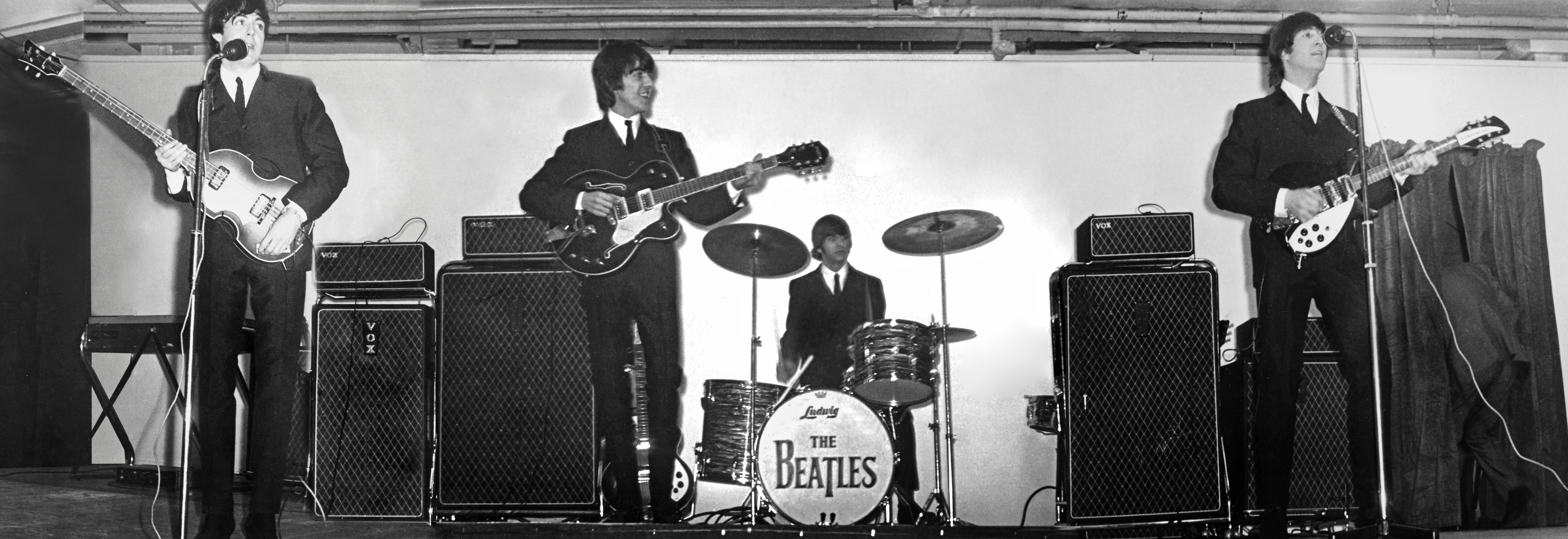
King’s Hall, Belfast, 1964

Die erste Doppel-CD enthält Aufnahmen zwischen dem 12. Juli 1958 und 18. Oktober 1964. So enthält Anthology 1 die ersten Aufnahmen der Quarrymen, in der Besetzung John Lennon, Paul McCartney, George Harrison und John Lowe (Klavier) sowie Colin Hanton (Schlagzeug). Es folgen drei Lieder von Anfang 1960, sie sind Teil von den einzigen bekannten Aufnahmen, an denen Stuart Sutcliffe musikalisch beteiligt ist. Die drei Lieder My Bonnie, Ain’t She Sweet und Cry for a Shadow wurden unter der Produktionsregie von Bert Kaempfert im Juni 1961 in Hamburg aufgenommen und wurden in Deutschland erstmals auf einer Single im Oktober 1961 (My Bonnie) und seit 1964 auf dem Album The Beatles’ First vertrieben. Am 1. Januar 1962 hatten die Beatles einen Vorspieltermin bei Decca Records, bei dem sie 15 Lieder aufnahmen. Fünf Titel der Decca Sessions wurden für das Album Anthology 1 verwendet. Von den Probeaufnahmen für den Vorspieltermin bei Parlophone am 6. Juni 1962, bei dem die Beatles zum ersten Mal mit George Martin in Kontakt kamen und letztmals mit Pete Best zusammenspielten, wurden die zwei Lieder Besame Mucho und Love Me Do verwendet. Auf dem Album befinden sich weiterhin folgende unveröffentlichte Lieder, die in den Abbey Road Studios eingespielt wurden:
1. How Do You Do It
2. One After 909
3. You Know What to Do
4. Leave My Kitten Alone

Darüber hinaus enthält das Album mit Lend Me Your Comb, ein Lied, das nicht auf dem Album Live at the BBC enthalten ist sowie Shout!, eine Live-Aufnahme für die Fernsehsendung Around The Beatles.
Die restlichen Aufnahmen umfassen Live-Aufnahmen, Demos und nicht verwendete Studioaufnahmen von veröffentlichten Liedern (Outtakes), kurze Interviewausschnitte und kurze Ausschnitte aus der Lesung von Brian Epstein aus seinem Buch A Cellarfull Of Noise.
Es wurden Outtakes von den originären Aufnahmen für die Alben A Hard Day’s Night und Beatles for Sale verwendet, aber keine vom Album With the Beatles sowie von der Aufnahmesession am 11. Februar 1963 für das Album Please Please Me.
Bei der Arbeit an den Anthology-Alben wollten die verbliebenen drei Beatles den verstorbenen John Lennon miteinbeziehen. Als ihnen Yoko Ono vier frühere Demo-Aufnahmen Lennons der Titel Grow Old with Me, Now and Then, Real Love und Free as a Bird übergab, überarbeiteten sie die Lieder Free as a Bird im Februar 1994 und Real Love im Februar/März 1995 in Zusammenarbeit mit Jeff Lynne digital und fügten neu eingespielte Gesangs- und Instrumentaltracks dazu. Die vier Stücke stammen aus den Jahren 1977–1980, in denen Lennon am Klavier in seinem Apartment im Dakota Building in New York komponierte und seine Ideen mit einem Kassettenrekorder aufnahm. Für das Album Anthology 1 wurde das Lied Free as a Bird verwendet.
Das Album Anthology 1 stieg eine Woche nach der Veröffentlichung in die britischen Charts auf Platz zwei ein. In Deutschland war es das zehnte Album der Beatles, das Platz eins der Charts erreichte. In den USA erreichte Anthology 1 ebenfalls den ersten Platz der US-amerikanischen Charts, wo es drei Wochen verblieb, und war somit dort das 16. Nummer-eins-Album der Beatles. In der ersten Woche wurden in den USA 855.473 Exemplare verkauft. Im Dezember 1996 wurde das Album in den USA mit Multi-Platin für acht Millionen verkaufte Exemplare ausgezeichnet. Aus dem Album wurde am 12. Dezember 1995 die Single Free as a Bird / Christmas Time (Is Here Again) ausgekoppelt, wobei das Lied Christmas Time (Is Here Again) auf keiner der drei Doppel-CDs enthalten ist. Auf der Maxisingle / EP Free as a Bird befinden sich noch die Lieder I Saw Her Standing There (Aufnahme-Take 9) und This Boy (Aufnahme-Takes 12 und 13), auch diese beiden Titel wurden für das Album nicht verwendet.
Bedingt durch den großen kommerziellen Erfolg des Albums profitierten Pete Best und die Erben von Stuart Sutcliffe anteilig an den Einnahmen.
Nicht verwendete Aufnahmeversionen der Lieder There’s a Place, Do You Want to Know a Secret, A Taste of Honey, I Saw Her Standing There, Misery, From Me to You, Thank You Girl sowie die beiden Demos Bad to Me und I’m in Love befinden sich auf dem Album The Beatles Bootleg Recordings 1963.

## Wiederveröffentlichungen
- Das Album ist seit dem 11. Juni 2011 als Download bei iTunes erhältlich. Laut Angabe von iTunes wurde das Album remastert.[11][12] Ab dem 4. April 2016 war das Album auch bei anderen Anbietern und bei Streaming-Diensten verfügbar.
- Gleichzeitig erschien bei iTunes das Anthology Box Set, das die drei Doppelalben Anthology 1, Anthology 2 und Anthology 3 als Download enthält.[13][14]

## Covergestaltung
Die Gestaltung der drei korrespondierenden Albumcover (nebeneinandergelegt ergeben sie ein Gesamtbild) stammt von Klaus Voormann, einem Freund der Beatles aus den Hamburger Tagen Anfang der 1960er Jahre, und dem Fotorealisten Alfons Kiefer. Die Covergestaltung unterstützte Richard Ward/The Team. Die Einleitung für das 48-seitige bebilderte CD-Booklet wurde von Derek Taylor verfasst, die Anmerkungen zu den einzelnen Liedern stammen von Mark Lewisohn.

## Titelliste
| Nummer | Lied                                                              | Autor                             | Leadgesang                | Länge |
| ------ | ----------------------------------------------------------------- | --------------------------------- | ------------------------- | ----- |
| 01     | Free as a Bird                                                    | Lennon/McCartney/Harrison/Starkey | Lennon/McCartney/Harrison | 4:23  |
| 02     | Speech: John Lennon / We were four guys … that’s all              | Interview                         | Lennon                    | 0:13  |
| 03     | That'll Be the Day                                                | Allison/Holly/Petty               | Lennon                    | 2:07  |
| 04     | In Spite of All the Danger                                        | McCartney/Harrison                | Lennon                    | 2:44  |
| 05     | Speech: Paul McCartney / Sometimes I’d borrow … those still exist | Interview                         | McCartney                 | 0:18  |
| 06     | Hallelujah, I Love Her So                                         | Ray Charles                       | McCartney                 | 1:12  |
| 07     | You’ll Be Mine                                                    | Lennon/McCartney                  | McCartney/Lennon          | 1:38  |
| 08     | Cayenne                                                           | McCartney                         | Instrumental              | 1:13  |
| 09     | Speech: Paul / First of all … it didn’t do a thing here           | Interview                         | McCartney                 | 0:16  |
| 10     | My Bonnie                                                         | Arrangiert Tony Sheridan          | Tony Sheridan             | 2:38  |
| 11     | Ain’t She Sweet                                                   | Ager/Yellen                       | Lennon                    | 2:12  |
| 12     | Cry for a Shadow                                                  | Harrison/Lennon                   | Instrumental              | 1:47  |
| 13     | Speech: John / Brian was a beautiful guy … he presented us well   | Interview                         | Lennon                    | 0:10  |
| 14     | Speech: Brian Epstein / I secured them … a Beatle drink even then | Sprache                           | Brian Epstein             | 0:18  |
| 15     | Searchin’                                                         | Leiber/Stoller                    | McCartney                 | 2:59  |
| 16     | Three Cool Cats                                                   | Leiber/Stoller                    | Harrison                  | 2:24  |
| 17     | The Sheik of Araby                                                | Smith/Wheeler/Snyder              | Harrison                  | 1:41  |
| 18     | Like Dreamers Do                                                  | Lennon/McCartney                  | McCartney                 | 2:35  |
| 19     | Hello Little Girl                                                 | Lennon/McCartney                  | Lennon                    | 1:39  |
| 20     | Speech: Brian Epstein / Well, the recording test … by my artists  | Sprache                           | Brian Epstein             | 0:32  |
| 21     | Bésame mucho                                                      | Velázquez                         | McCartney                 | 2:36  |
| 22     | Love Me Do                                                        | Lennon/McCartney                  | McCartney                 | 2:31  |
| 23     | How Do You Do It                                                  | Mitch Murray                      | Lennon/McCartney          | 1:56  |
| 24     | Please Please Me                                                  | Lennon/McCartney                  | Lennon                    | 1:58  |
| 25     | One After 909 (Sequence)                                          | Lennon/McCartney                  | Lennon                    | 2:22  |
| 26     | One After 909                                                     | Lennon/McCartney                  | Lennon                    | 2:54  |
| 27     | Lend Me Your Comb                                                 | Twomey/Wise/Weisman               | Harrison                  | 1:47  |
| 28     | I’ll Get You                                                      | Lennon/McCartney                  | Lennon                    | 2:08  |
| 29     | Speech: John / We were performers … in Britain                    | Interview                         | Lennon                    | 0:12  |
| 30     | I Saw Her Standing There (live)                                   | Lennon/McCartney                  | McCartney                 | 2:49  |
| 31     | From Me to You (live)                                             | Lennon/McCartney                  | Lennon/McCartney          | 2:05  |
| 32     | Money (That’s What I Want) (live)                                 | Berry Gordy Jr/Bradford           | Lennon                    | 2:52  |
| 33     | You Really Got a Hold on Me (live)                                | Smokey Robinson                   | Lennon                    | 2:58  |
| 34     | Roll Over Beethoven (live)                                        | Chuck Berry                       | Harrison                  | 2:21  |

| Nummer | Lied                              | Autor                                     | Leadgesang                | Länge |
| ------ | --------------------------------- | ----------------------------------------- | ------------------------- | ----- |
| 01     | She Loves You (live)              | Lennon/McCartney                          | Lennon/McCartney          | 2:49  |
| 02     | Till There Was You (live)         | Meredith Willson                          | McCartney                 | 2:54  |
| 03     | Twist and Shout (live)            | Bert Russell/Phil Medley                  | Lennon                    | 2:38  |
| 04     | This Boy (live)                   | Lennon/McCartney                          | Lennon/McCartney/Harrison | 2:21  |
| 05     | I Want to Hold Your Hand (live)   | Lennon/McCartney                          | Lennon/McCartney          | 2:36  |
| 06     | Boys, what I was thinking …       | Interview                                 | Beatles                   | 2:05  |
| 07     | Moonlight Bay [live]              | Edward Madden/Percy Wenrich               | Beatles                   | 0:49  |
| 08     | Can’t Buy Me Love                 | Lennon/McCartney                          | McCartney                 | 2:09  |
| 09     | All My Loving [Mono]              | Lennon/McCartney                          | McCartney                 | 2:19  |
| 10     | You Can’t Do That                 | Lennon/McCartney                          | Lennon                    | 2:41  |
| 11     | And I Love Her                    | Lennon/McCartney                          | McCartney                 | 1:51  |
| 12     | A Hard Day’s Night                | Lennon/McCartney                          | Lennon/McCartney          | 2:41  |
| 13     | I Wanna Be Your Man               | Lennon/McCartney                          | Starr                     | 1:48  |
| 14     | Long Tall Sally                   | Johnson-Richard Penniman-Robert Blackwell | McCartney                 | 1:44  |
| 15     | Boys                              | Dixon/Farrell                             | Starr                     | 1:49  |
| 16     | Shout!                            | The Isley Brothers                        | Beatles                   | 1:29  |
| 17     | I’ll Be Back (Take 2)             | Lennon/McCartney                          | Lennon                    | 1:13  |
| 18     | I’ll Be Back (Take 3)             | Lennon/McCartney                          | Lennon                    | 1:57  |
| 19     | You Know What to Do               | Harrison                                  | Harrison                  | 1:57  |
| 20     | No Reply (Demo)                   | Lennon/McCartney                          | Lennon                    | 1:45  |
| 21     | Mr. Moonlight                     | Ray Johnson                               | Lennon                    | 2:46  |
| 22     | Leave My Kitten Alone             | John/Turner/McDougal                      | Lennon                    | 2:52  |
| 23     | No Reply                          | Lennon/McCartney                          | Lennon                    | 2:27  |
| 24     | Eight Days a Week (Sequence)      | Lennon/McCartney                          | Lennon/McCartney          | 1:25  |
| 25     | Eight Days a Week (Complete)      | Lennon/McCartney                          | Lennon/McCartney          | 2:47  |
| 26     | Kansas City / Hey, Hey, Hey, Hey! | Leiber/Stoller-Richard Penniman           | McCartney                 | 2:44  |

## Dreifach-LP
| Seite 1 1. Free as a Bird 2. We were four guys … that’s all 3. That’ll Be the Day 4. In Spite of All the Danger 5. Sometimes I’d borrow … those still exist 6. Hallelujah, I Love Her So 7. You’ll Be Mine 8. Cayenne 9. First of all … it didn’t do a thing here 10. My Bonnie 11. Ain’t She Sweet 12. Cry for a Shadow | Seite 2 1. Brian was a beautiful guy … he presented us well 2. I secured them … a Beatle drink even then 3. Searchin’ 4. Three Cool Cats 5. The Sheik of Araby 6. Like Dreamers Do 7. Hello Little Girl 8. Well, the recording test … by my artists 9. Besame Mucho 10. Love Me Do 11. How Do You Do It 12. Please Please Me |

| Seite 3 1. One After 909 (Sequence) 2. One After 909 (Complete) 3. Lend Me Your Comb 4. I’ll Get You 5. We were performers … in Britain 6. I Saw Her Standing There 7. From Me to You 8. Money (That’s What I Want) 9. You Really Got a Hold on Me 10. Roll Over Beethoven | Seite 4 1. She Loves You 2. Till There Was You 3. Twist and Shout 4. This Boy 5. I Want to Hold Your Hand 6. Boys, what I was thinking… 7. Moonlight Bay 8. Can’t Buy Me Love |

| Seite 5 1. All My Loving 2. You Can’t Do That 3. And I Love Her 4. A Hard Day’s Night 5. I Wanna Be Your Man 6. Long Tall Sally 7. Boys 8. Shout 9. I’ll Be Back (Take 2) 10. I’ll Be Back (Take 3) | Seite 6 1. You Know What to Do 2. No Reply (Demo) 3. Mr. Moonlight 4. Leave My Kitten Alone 5. No Reply 6. Eight Days a Week (Sequence) 7. Eight Days a Week (Complete) 8. Kansas City / Hey-Hey-Hey-Hey! |

## Aufnahmedaten
| Nr. | Lied                                                              | Aufnahmedaten                                   | Produzent/Toningenieur                                                               | Studio/Aufnahmeort                                                            | Weitere Informationen | Erstveröffentlichung der Beatles-Originalversion |
| --- | ----------------------------------------------------------------- | ----------------------------------------------- | ------------------------------------------------------------------------------------ | ----------------------------------------------------------------------------- | --- | ------------------------------------------------ |
| 01  | Free as a Bird                                                    | 1977 (John Lennon), Februar/März 1994 (Beatles) | Jeff Lynne, John Lennon, Paul McCartney, George Harrison, Ringo Starr, Geoff Emerick | Dakota Apartments, New York (John Lennon); Hog Hill Studios, Sussex (Beatles) | Das erste Lied, das die Beatles nach 1970 aufnahmen; auf einem Demo von John Lennon basierend.                                                                  | Anthology 1                                      |
| 02  | Speech: John Lennon / We were four guys … that’s all              | 8. Dezember 1970                                | keine Angabe                                                                         | keine Angabe                                                                  | Interview von John Lennon mit Jann Wenner | Anthology 1                                      |
| 03  | That’ll Be the Day                                                | 12. Juli 1958                                   | Percy F. Phillips                                                                    | Phillips Sound Recording Service                                              | Die erste Aufnahme der Quarrymen, in der Besetzung John Lennon, Paul McCartney, George Harrison und John Lowe (Klavier) sowie Colin Hanton (Schlagzeug)         | Anthology 1                                      |
| 04  | In Spite of All the Danger                                        | 12. Juli 1958                                   | Percy F. Phillips                                                                    | Phillips Sound Recording Service                                              | Die zweite Aufnahme der Quarrymen, in der Besetzung John Lennon, Paul McCartney, George Harrison und John Lowe (Klavier) sowie Colin Hanton (Schlagzeug).       | Anthology 1                                      |
| 05  | Speech: Paul McCartney / Sometimes I'd borrow … those still exist | 3. November 1994                                | keine Angabe                                                                         | keine Angabe                                                                  | Interview von Paul McCartney mit Mark Lewisohn | Anthology 1                                      |
| 06  | Hallelujah, I Love Her So                                         | Anfang 1960                                     | The Beatles                                                                          | 20 Forthlin Road, Liverpool (Elternhaus von Paul McCartney)                   | Probeaufnahme von John Lennon, Paul McCartney, George Harrison und Stuart Sutcliffe                                                                             | Anthology 1                                      |
| 07  | You’ll Be Mine                                                    | Anfang 1960                                     | The Beatles                                                                          | 20 Forthlin Road, Liverpool (Elternhaus von Paul McCartney)                   | Probeaufnahme von John Lennon, Paul McCartney, George Harrison und Stuart Sutcliffe                                                                             | Anthology 1                                      |
| 08  | Cayenne                                                           | Anfang 1960                                     | The Beatles                                                                          | 20 Forthlin Road, Liverpool (Elternhaus von Paul McCartney)                   | Probeaufnahme von John Lennon, Paul McCartney, George Harrison und Stuart Sutcliffe                                                                             | Anthology 1                                      |
| 09  | Speech: Paul / First of all … it didn’t do a thing here           | 27. Oktober 1962                                | keine Angabe                                                                         | Hulme Hall, Port Sunlight, Cheshire                                           | Interview von Paul McCartney mit Malcolm Threadgill | Anthology 1                                      |
| 10  | My Bonnie                                                         | 22. Juni 1961                                   | Bert Kaempfert, Karl Hinze                                                           | Friedrich-Ebert-Halle                                                         | Bei dieser Aufnahme sind die Beatles die Begleitband von Tony Sheridan                                                                                          | Single-A-Seite                                   |
| 11  | Ain’t She Sweet                                                   | 23. Juni 1961                                   | Bert Kaempfert, Karl Hinze                                                           | Friedrich-Ebert-Halle                                                         | Bei diesem Lied sang John Lennon | The Beatles’ First                               |
| 12  | Cry for a Shadow                                                  | 22. Juni 1961                                   | Bert Kaempfert, Karl Hinze                                                           | Friedrich-Ebert-Halle                                                         | Eine Instrumentalkomposition von George Harrison und John Lennon                                                                                                | The Beatles’ First                               |
| 13  | Speech: John / Brian was a beautiful guy … he presented us well   | 25. Oktober 1971                                | keine Angabe                                                                         | New York                                                                      | Interview von John Lennon mit David Wigg | Anthology 1                                      |
| 14  | Speech: Brian Epstein / I secured them … a Beatle drink even then | 13. Oktober 1964                                | George Martin, Stuart Eltham                                                         | Abbey Road Studios (?)                                                        | Brian Epstein liest aus seinem Buch A Cellarfull Of Noise vor.                                                                                                  | Anthology 1                                      |
| 15  | Searchin’                                                         | 1. Januar 1962                                  | Mike Smith                                                                           | Decca Studios, London                                                         | Ein Lied der Decca Sessions. | Anthology 1                                      |
| 16  | Three Cool Cats                                                   | 1. Januar 1962                                  | Mike Smith                                                                           | Decca Studios, London                                                         | Ein Lied der Decca Sessions. | Anthology 1                                      |
| 17  | The Sheik of Araby                                                | 1. Januar 1962                                  | Mike Smith                                                                           | Decca Studios, London                                                         | Ein Lied der Decca Sessions. | Anthology 1                                      |
| 18  | Like Dreamers Do                                                  | 1. Januar 1962                                  | Mike Smith                                                                           | Decca Studios, London                                                         | Ein Lied der Decca Sessions. | Anthology 1                                      |
| 19  | Hello Little Girl                                                 | 1. Januar 1962                                  | Mike Smith                                                                           | Decca Studios, London                                                         | Ein Lied der Decca Sessions. | Anthology 1                                      |
| 20  | Speech: Brian Epstein / Well, the recording test … by my artists  | 13. Oktober 1964                                | George Martin, Stuart Eltham                                                         | Abbey Road Studios (?)                                                        | Brian Epstein liest aus seinem Buch A Cellarfull Of Noise vor.                                                                                                  | Anthology 1                                      |
| 21  | Bésame Mucho                                                      | 6. Juni 1962                                    | George Martin, Norman Smith                                                          | Abbey Road Studio 3                                                           | Ein Lied der Probeaufnahmen für den Vorspieltermin bei Parlophone.                                                                                              | Anthology 1                                      |
| 22  | Love Me Do                                                        | 6. Juni 1962                                    | George Martin, Norman Smith                                                          | Abbey Road Studio 3                                                           | Ein weiteres Lied der Probeaufnahmen für den Vorspieltermin bei Parlophone.                                                                                     | Please Please Me                                 |
| 23  | How Do You Do It                                                  | 4. September 1962                               | George Martin, Norman Smith                                                          | Abbey Road Studio 2                                                           | Ursprünglich sollte How Do You Do It die erste Single-A-Seite der Beatles werden.                                                                               | Anthology 1                                      |
| 24  | Please Please Me                                                  | 11. September 1962                              | George Martin, Norman Smith                                                          | Abbey Road Studio 2                                                           | Die erste Aufnahme von Please Please Me mit Andy White am Schlagzeug.                                                                                           | Please Please Me                                 |
| 25  | One After 909 (Sequence)                                          | 5. März 1963                                    | George Martin, Norman Smith                                                          | Abbey Road Studio 2                                                           | Aufnahme-Takes 3, 4 und 5 zusammengemischt. | Anthology 1                                      |
| 26  | One After 909                                                     | 5. März 1963                                    | George Martin, Norman Smith                                                          | Abbey Road Studio 2                                                           | Aufnahme-Takes 4 und 5 zur endgültigen Version zusammengemischt.                                                                                                | Anthology 1                                      |
| 27  | Lend Me Your Comb                                                 | 2. Juli 1963                                    | Terry Henebery                                                                       | BBC Maida Vale Studios, London                                                | Ein Lied, das nicht auf dem Album Live at the BBC enthalten ist.                                                                                                | Anthology 1                                      |
| 28  | I’ll Get You                                                      | 13. Oktober 1963                                | keine Angabe                                                                         | London Palladium                                                              | Live-Aufnahme in Mono während der Fernsehsendung Sunday Night at the London Palladium.                                                                          | Anthology 1 (Liveversion)                        |
| 29  | Speech: John / We were performers … in Britain                    | 8. Dezember 1970                                | keine Angabe                                                                         | keine Angabe                                                                  | Interview von John Lennon mit Jann Wenner | Anthology 1                                      |
| 30  | I Saw Her Standing There                                          | 24. Oktober 1963                                | Klas Burling, Hans Westman                                                           | Karlaplansstudion, Stockholm                                                  | Live-Aufnahme in Mono für den schwedischen Radiosender Sveriges Radio.                                                                                          | Anthology 1 (Liveversion)                        |
| 31  | From Me to You                                                    | 24. Oktober 1963                                | Klas Burling, Hans Westman                                                           | Karlaplansstudion, Stockholm                                                  | Live-Aufnahme in Mono für den schwedischen Radiosender Sveriges Radio.                                                                                          | Anthology 1 (Liveversion)                        |
| 32  | Money (That’s What I Want)                                        | 24. Oktober 1963                                | Klas Burling, Hans Westman                                                           | Karlaplansstudion, Stockholm                                                  | Live-Aufnahme in Mono für den schwedischen Radiosender Sveriges Radio.                                                                                          | Anthology 1 (Liveversion)                        |
| 33  | You Really Got a Hold on Me                                       | 24. Oktober 1963                                | Klas Burling, Hans Westman                                                           | Karlaplansstudion, Stockholm                                                  | Live-Aufnahme in Mono für den schwedischen Radiosender Sveriges Radio.                                                                                          | Anthology 1 (Liveversion)                        |
| 34  | Roll Over Beethoven                                               | 24. Oktober 1963                                | Klas Burling, Hans Westman                                                           | Karlaplansstudion, Stockholm                                                  | Live-Aufnahme in Mono für den schwedischen Radiosender Sveriges Radio.                                                                                          | Anthology 1 (Liveversion)                        |
| 35  | She Loves You                                                     | 4. November 1963                                | keine Angabe                                                                         | Prince of Wales Theatre, London                                               | Live-Aufnahme in Mono für die Radio- und Fernsehsendung The Royal Command Performance.                                                                          | Anthology 1 (Liveversion)                        |
| 36  | Till There Was You                                                | 4. November 1963                                | keine Angabe                                                                         | Prince of Wales Theatre, London                                               | Live-Aufnahme in Mono für die Radio- und Fernsehsendung The Royal Command Performance.                                                                          | Anthology 1 (Liveversion)                        |
| 37  | Twist and Shout                                                   | 4. November 1963                                | keine Angabe                                                                         | Prince of Wales Theatre, London                                               | Live-Aufnahme in Mono für die Radio- und Fernsehsendung The Royal Command Performance.                                                                          | Anthology 1 (Liveversion)                        |
| 38  | This Boy                                                          | 2. Dezember 1963                                | keine Angabe                                                                         | ATV Studios, Borehamwood                                                      | Live-Aufnahme in Mono für die Comedy-Fernsehsendung Morecambe and Wise Show.                                                                                    | Anthology 1 (Liveversion)                        |
| 39  | I Want to Hold Your Hand                                          | 2. Dezember 1963                                | keine Angabe                                                                         | ATV Studios, Borehamwood                                                      | Live-Aufnahme in Mono für die Comedy-Fernsehsendung Morecambe and Wise Show.                                                                                    | Anthology 1 (Liveversion)                        |
| 40  | Boys, what I was thinking …                                       | 2. Dezember 1963                                | keine Angabe                                                                         | ATV Studios, Borehamwood                                                      | Sprach-Aufnahme in Mono für die Comedy-Fernsehsendung Morecambe and Wise Show.                                                                                  | Anthology 1                                      |
| 41  | Moonlight Bay                                                     | 2. Dezember 1963                                | keine Angabe                                                                         | ATV Studios, Borehamwood                                                      | Live-Aufnahme in Mono für die Comedy-Fernsehsendung Morecambe and Wise Show.                                                                                    | Anthology 1                                      |
| 42  | Can’t Buy Me Love                                                 | 29. Januar 1964                                 | George Martin, Norman Smith                                                          | Pathé Marconi Studios, Paris                                                  | Aufnahme-Take 2: Eine frühere Version mit dem Gitarrensolo von Take 2, für das Album wurde Aufnahme-Take 4 verwendet.                                           | A Hard Day’s Night                               |
| 43  | All My Loving                                                     | 9. Februar 1964                                 | keine Angabe                                                                         | CBS Television Studio, New York                                               | Live-Aufnahme in Mono für die Comedy-Fernsehsendung Ed Sullivan Show.                                                                                           | Anthology 1                                      |
| 44  | You Can’t Do That                                                 | 23. Februar 1964                                | George Martin, Norman Smith                                                          | Abbey Road Studio 2                                                           | Aufnahme-Take 6: Eine frühere Version, für das Album wurde Aufnahme-Take 9 verwendet.                                                                           | A Hard Day’s Night                               |
| 45  | And I Love Her                                                    | 23. Februar 1964                                | George Martin, Norman Smith                                                          | Abbey Road Studio 2                                                           | Aufnahme-Take 2: Eine frühe Version des Liedes. | A Hard Day’s Night                               |
| 46  | A Hard Day’s Night                                                | 16. April 1964                                  | George Martin, Norman Smith                                                          | Abbey Road Studio 2                                                           | Aufnahme-Take 1: Eine frühe Version des Liedes, für das Album wurde Aufnahme-Take 9 verwendet.                                                                  | A Hard Day’s Night                               |
| 47  | I Wanna Be Your Man                                               | 19. April 1964                                  | Jack Good, Terry Johnson                                                             | IBC Studios                                                                   | Mono-Neuaufnahme für die Fernsehsendung Around The Beatles. | Anthology 1 (Liveversion-Playback)               |
| 48  | Long Tall Sally                                                   | 19. April 1964                                  | Jack Good, Terry Johnson                                                             | IBC Studios                                                                   | Mono-Neuaufnahme für die Fernsehsendung Around The Beatles. | Anthology 1 (Liveversion-Playback)               |
| 49  | Boys                                                              | 19. April 1964                                  | Jack Good, Terry Johnson                                                             | IBC Studios                                                                   | Mono-Neuaufnahme für die Fernsehsendung Around The Beatles. | Anthology 1 (Liveversion-Playback)               |
| 50  | Shout!                                                            | 19. April 1964                                  | Jack Good, Terry Johnson                                                             | IBC Studios                                                                   | Mono-Aufnahme für die Fernsehsendung Around The Beatles. | Anthology 1                                      |
| 51  | I’ll Be Back (Take 2)                                             | 1. Juni 1964                                    | George Martin, Norman Smith                                                          | Abbey Road Studio 2                                                           | Aufnahme-Take 2: Der Versuch das Lied in einem Walzer-Rhythmus zu spielen.                                                                                      | A Hard Day’s Night                               |
| 52  | I’ll Be Back (Take 3)                                             | 1. Juni 1964                                    | George Martin, Norman Smith                                                          | Abbey Road Studio 2                                                           | Aufnahme-Take 3: Statt des Walzer-Rhythmus wurde ein gebräuchlicher 4⁄4-Rhythmus verwendet.                                                                     | A Hard Day’s Night                               |
| 53  | You Know What to Do                                               | 3. Juni 1964                                    | George Martin, Norman Smith                                                          | Abbey Road Studio 2                                                           | Eine George Harrison-Komposition, die die Beatles nicht aufnahmen. Diese Probeaufnahme spielte Harrison Solo ein.                                               | Anthology 1                                      |
| 54  | No Reply (Demo)                                                   | 3. Juni 1964                                    | George Martin, Norman Smith                                                          | Abbey Road Studio 2                                                           | Eine Demoaufnahme mit einem nicht identifizierten Schlagzeuger.                                                                                                 | Beatles for Sale                                 |
| 55  | Mr. Moonlight                                                     | 14. August 1964                                 | George Martin, Norman Smith                                                          | Abbey Road Studio 2                                                           | Aufnahme-Take 1 und 4 sind bei dieser Version zusammengefügt worden, die veröffentlichte Album-Version von Mr. Moonlight wurde am 18. Oktober 1964 aufgenommen. | Beatles for Sale                                 |
| 56  | Leave My Kitten Alone                                             | 14. August 1964                                 | George Martin, Norman Smith                                                          | Abbey Road Studio 2                                                           | Leave My Kitten Alone wurde nicht für das Album Beatles for Sale verwendet und war bisher unveröffentlicht.                                                     | Anthology 1                                      |
| 57  | No Reply                                                          | 30. September 1964                              | George Martin, Norman Smith                                                          | Abbey Road Studio 2                                                           | Aufnahme-Take 2: Eine frühe Version, für das Album wurde Take 8 verwendet.                                                                                      | Beatles for Sale                                 |
| 58  | Eight Days a Week (Sequence)                                      | 6. Oktober 1964                                 | George Martin, Norman Smith                                                          | Abbey Road Studio 2                                                           | Aufnahme-Takes 1, 2 und 4 wurden hier kombiniert und zeigen, wie die Beatles an der Einleitung des Liedes arbeiteten.                                           | Beatles for Sale                                 |
| 59  | Eight Days a Week (Complete)                                      | 6. Oktober 1964                                 | George Martin, Norman Smith                                                          | Abbey Road Studio 2                                                           | Aufnahme-Take 5: Eine frühe Version, für das Album wurde Take 13 verwendet.                                                                                     | Beatles for Sale                                 |
| 60  | Kansas City / Hey, Hey, Hey, Hey!                                 | 18. Oktober 1964                                | George Martin, Norman Smith                                                          | Abbey Road Studio 2                                                           | Aufnahme-Take 2: Die veröffentlichte Albumversion ist Take 1.                                                                                                   | Beatles for Sale                                 |

## Nicht verwendete Audioaufnahmen
Die folgenden Auflistungen behandeln Audioaufnahmen der Beatles, die bisher nicht legal veröffentlicht worden sind oder bei denen die Veröffentlichung aus rechtlichen Gründen, meist durch Gerichtsurteile, wieder unterbunden worden ist. Nicht aufgeführt werden Abmischungen, die sich von den veröffentlichten Fassungen zwar unterscheiden, aber lediglich Variationen sind. Nicht legal veröffentlichtes Material wurde meist, wenn verfügbar, auf sogenannten „Bootlegs“ vertrieben, wobei hier als Quellen nicht die Titel der diversen Bootlegs genannt werden, sondern folgende Bücher:
- The Complete Beatles Recording Sessions von Mark Lewisohn
- The Unreleased Beatles Music & Film von Richie Unterberger

### Saint Peter’s Church, Liverpool – 6. Juli 1957
Am 6. Juli 1957 trafen sich erstmals John Lennon und Paul McCartney während einer Veranstaltung auf der auch die Quarrymen spielten. Zwei der gespielten Titel, bei denen allerdings Paul McCartney nicht mitwirkte, wurden mit einem tragbaren Grundig-Tonbandgerät aufgenommen und am 26. Juni 2007 von der BBC ausschnittsweise gesendet.
1. Puttin’ on the Style (Norman Cazden)
2. Baby Let’s Play House (Arthur Gunter)

### Probeaufnahmen vom Frühling 1960
Im Frühling 1960 nahmen die Beatles in der Besetzung John Lennon, Paul McCartney, George Harrison und Stuart Sutcliffe im Haus der Familie McCartney in der Liverpooler Forthlin Road auf einem Tonbandgerät mehrere Musiktitel auf. Es sind die einzigen bekannten Aufnahmen von Stuart Sutcliffe.
Neben den drei Liedern, die auf Anthology 1 veröffentlicht wurden, gibt es folgende weitere Titel, die bisher nicht offiziell/legal erschienen:
1. Matchbox
2. One After 909
3. I’ll Follow the Sun
4. Well, Darling
5. Hello Little Girl
6. That’s When Your Heartaches Begin
7. Wild Cat
8. I’ll Always Be in Love with You
9. Some Days
10. The World Is Waiting for the Sunrise
11. You Must Write Every Day
12. Movin’ and Groovin’
13. Ramrod

Außerdem diverse unbetitelte Instrumentalversionen.

### Decca-Studioaufnahmen vom 1. Januar 1962
Am Neujahrstag des Jahres 1962 nahmen die Beatles in der Formation John Lennon, Paul McCartney, George Harrison und Pete Best 15 Titel in den Decca-Studios in West Hampstead (London) auf. Die Aufnahmen bei der Decca Audition erfolgten live in Mono, der Produzent war Mike Smith. Zwölf der fünfzehn Titel (ausschließlich der Lennon/McCartney-Kompositionen) erschienen ab September 1982 auf verschiedenen Labels in einer rechtlichen Grauzone; weitere Veröffentlichungen wurden durch einen Gerichtsbeschluss im Jahr 1988 verboten.
Zehn Lieder der Decca-Session sind bisher nicht offiziell bzw. legal erschienen:
1. Money (That’s What I Want) (Berry Gordy/Janie Bradford)
2. Till There Was You (Meredith Wilson)
3. To Know Her Is to Love Her (Phil Spector)
4. Take Good Care of My Baby (Carole King/Gerry Goffin)
5. Memphis, Tennessee (Chuck Berry)
6. Sure to Fall (In Love with You) (Cantrell/Claunch/Carl Perkins)
7. Crying, Waiting, Hoping (Buddy Holly)
8. Love of the Loved (Lennon/McCartney)
9. September in the Rain (Harry Warren/Al Dubin)
10. Bésame mucho (Consuelo Velázquez)

Zwei dieser zehn Titel, Money (That’s What I Want) und Till There Was You, nahmen die Beatles 1963 für ihr zweites Album With The Beatles auf. Love of the Loved erschien im selben Jahr als A-Seite der Debütsingle von Cilla Black.

### Probeaufnahmen aus dem Cavern Club 1962
Die folgenden aufgeführten fünf Aufnahmen der Beatles wurden wahrscheinlich zwischen August und Dezember 1962 im Cavern Club live, aber ohne Publikum mit einem Tonbandgerät aufgenommen.
1. I Saw Her Standing There
2. One After 909 (zwei Versionen)
3. Catswalk (zwei Versionen)

Bei Catswalk handelt es sich um eine McCartney-Komposition, die erst im Oktober 1967 unter dem Titel Cat Call von Chris Barber aufgenommen wurde. Weitere Aufnahmen dieses Titels fanden während der Aufnahmesessions für den Film Let It Be statt.

### Star-Club, Hamburg – Dezember 1962
Die folgenden aufgeführten Liveaufnahmen der Beatles wurden im Dezember 1962 im Auftrag von Ted „Kingsize“ Taylor von Adrian Barber, dem Bühnenmanager des Star-Clubs, mit einem Tonbandgerät aufgenommen. Von April 1977 an wurden die Aufnahmen, insgesamt 30 Titel, veröffentlicht. Im Jahr 1998 stoppte ein Gerichtsbeschluss weitere Veröffentlichungen.
1. Introduction / I Saw Her Standing There (John Lennon, Paul McCartney)
2. Roll Over Beethoven (Chuck Berry)
3. Hippy Hippy Shake (Chan Romero)
4. Sweet Little Sixteen (Berry)
5. Lend Me Your Comb (Kay Twomey, Fred Wise, Ben Weisman)
6. Your Feet’s Too Big (Ada Benson, Fred Fisher)
7. Twist and Shout (Phil Medley, Bert Berns|Bert Russell)
8. Mr. Moonlight (Roy Lee Johnson)
9. A Taste of Honey (Bobby Scott, Ric Marlow)
10. Bésame mucho (Consuelo Velázquez, Sunny Skylar)
11. Reminiscing (King Curtis)
12. Kansas City (Jerry Leiber und Mike Stoller) / Hey, Hey, Hey, Hey (Jerry Leiber und Mike Stoller, Richard Penniman)
13. Nothin’ Shakin’ (But the Leaves on the Trees) (Eddie Fontaine, Cirino Colacrai, Diane Lampert, John Gluck)
14. To Know Her Is to Love Her (Phil Spector)
15. Little Queenie (Berry)
16. Falling in Love Again (Can’t Help It) (Frederick Hollander, Sammy Lerner)
17. Ask Me Why (Lennon, McCartney)
18. Be-Bop-A-Lula (Gene Vincent, Bill Davis)
19. Hallelujah I Love Her So (Ray Charles)
20. Red Sails in the Sunset (Jimmy Kennedy, Wilhelm Grosz i.e. Hugh Williams)
21. Everybody’s Trying to Be My Baby (Carl Perkins)
22. Matchbox (Perkins)
23. I’m Talking About You (Berry)
24. Shimmy Like Kate (Armand J. Piron, Armand Piron, Fred Smith, Cliff Goldsmith)
25. Long Tall Sally (Enotris Johnson, Robert Blackwell, Penniman)
26. I Remember You (Johnny Mercer, Victor Schertzinger)
27. I’m Gonna Sit Right Down and Cry (Over You) (Joe Thomas, Howard Biggs)
28. Where Have You Been All My Life? (Barry Mann, Cynthia Weil)
29. Till There Was You (Meredith Willson)
30. Sheila (Tommy Roe)

Nur auf Bootlegs veröffentlichte Liveaufnahmen:
1. Road Runner (Bo Diddley)
2. Money (That’s What I Want) (mit Tony Sheridan) (Berry Gordy/Janie Bradford)
3. Red Hot (Billy Lee Riley)

### Demoaufnahmen 1963–1964
Die folgende Auflistung von auf Bootlegs erschienenen Aufnahmen, die die Beatles als Einzelpersonen oder als Gruppe zwischen 1963 und 1969 vornahmen, behandelt lediglich Titel, die nicht als Gruppe ‚The Beatles‘ veröffentlicht worden sind:
| Titel              | Aufnahmedatum       | Anmerkungen | Quelle                                         |
| ------------------ | ------------------- | --- | ---------------------------------------------- |
| Bad to Me          | Mai/Juni 1963       | Eine Lennon-Komposition, die Billy J. Kramer im Juli 1963 veröffentlichte; im Dezember 2013 erschien eine Demoaufnahme auf der iTunes-Kompilation The Beatles Bootleg Recordings 1963             | The Unreleased Beatles Music & Film – S. 55/56 |
| I’m in Love        | Mitte 1963          | Eine Lennon-Komposition, die die Gruppe The Fourmost im November 1963 veröffentlichte; im Dezember 2013 erschien eine Demoaufnahme auf der iTunes-Kompilation The Beatles Bootleg Recordings 1963 | The Unreleased Beatles Music & Film – S. 60/61 |
| One and One Is Two | Januar/Februar 1964 | Eine Lennon/McCartney-Komposition, die The Strangers with Mike Shannon im Mai 1964 veröffentlichte                                                                                                | The Unreleased Beatles Music & Film – S. 86    |

## Promotion-Veröffentlichungen

### Promotion-CD
| Titel       | Inhalt                                                                                         | Veröff.   | Label Katalognr. |
| ----------- | ---------------------------------------------------------------------------------------------- | --------- | ---------------- |
| Anthology 1 | One After 909 / Leave My Kitten Alone / And I Love Her / Three Cool Cats / I Wanna Be Your Man | Nov. 1995 | Apple DPRO-10289 |

### Promotion-Single
In den USA und in Großbritannien wurde eine Promotion-CD-Single veröffentlicht, die nur das Lied Free as a Bird enthält.

## Kommerzieller Erfolg

### Chartplatzierungen

#### Album
| ChartsChartplatzierungen       | Höchstplatzierung | Wochen |
| ------------------------------ | ----------------- | ------ |
| Deutschland (GfK)              | 1 (14 Wo.)        | 14     |
| Österreich (Ö3)                | 4 (11 Wo.)        | 11     |
| Schweiz (IFPI)                 | 2 (10 Wo.)        | 10     |
| Vereinigte Staaten (Billboard) | 1 (29 Wo.)        | 29     |
| Vereinigtes Königreich (OCC)   | 2 (12 Wo.)        | 12     |

| ChartsJahrescharts (1995)    | Platzierung |
| ---------------------------- | ----------- |
| Deutschland (GfK)            | 88          |
| Vereinigtes Königreich (OCC) | 16          |

#### Singles
| Jahr | Titel          | Höchstplatzierung, Gesamtwochen, AuszeichnungChartplatzierungen (Jahr, Titel, , Platzierungen, Wochen, Auszeichnungen, Anmerkungen, Musiklabel Katalog-Nr.) | Höchstplatzierung, Gesamtwochen, AuszeichnungChartplatzierungen (Jahr, Titel, , Platzierungen, Wochen, Auszeichnungen, Anmerkungen, Musiklabel Katalog-Nr.) | Höchstplatzierung, Gesamtwochen, AuszeichnungChartplatzierungen (Jahr, Titel, , Platzierungen, Wochen, Auszeichnungen, Anmerkungen, Musiklabel Katalog-Nr.) | Höchstplatzierung, Gesamtwochen, AuszeichnungChartplatzierungen (Jahr, Titel, , Platzierungen, Wochen, Auszeichnungen, Anmerkungen, Musiklabel Katalog-Nr.) | Höchstplatzierung, Gesamtwochen, AuszeichnungChartplatzierungen (Jahr, Titel, , Platzierungen, Wochen, Auszeichnungen, Anmerkungen, Musiklabel Katalog-Nr.) | Anmerkungen                                                 | Musiklabel Katalog-Nr.                                           |
| Jahr | Titel          | DE | AT | CH | UK | US | Anmerkungen                                                 | Musiklabel Katalog-Nr.                                           |
| ---- | -------------- | --- | --- | --- | --- | --- | ----------------------------------------------------------- | ---------------------------------------------------------------- |
| 1995 | Free as a Bird | DE37 (10 Wo.)DE | AT32 (2 Wo.)AT | CH25 (8 Wo.)CH | UK2 Silber · (14 Wo.)UK | US6 Gold · (11 Wo.)US | Erstveröffentlichung: 12. Dezember 1995 Verkäufe: + 700.000 | • DE: Apple 7243 8 82588 2 1 • UK: Apple R6422 • US: Apple 58497 |

### Auszeichnungen für Musikverkäufe
| Land/Region                  | Auszeichnungen für Musikverkäufe (Land/Region, Auszeichnung, Verkäufe) | Verkäufe  |
| ---------------------------- | ---------------------------------------------------------------------- | --------- |
| Australien (ARIA)            | 2× Platin                                                              | 140.000   |
| Belgien (BRMA)               | Platin                                                                 | (50.000)  |
| Deutschland (BVMI)           | Gold                                                                   | (250.000) |
| Europa (IFPI)                | 2× Platin                                                              | 2.000.000 |
| Japan (RIAJ)                 | 2× Platin                                                              | 400.000   |
| Kanada (MC)                  | 9× Platin                                                              | 900.000   |
| Neuseeland (RMNZ)            | Platin                                                                 | 15.000    |
| Niederlande (NVPI)           | Gold                                                                   | (50.000)  |
| Norwegen (IFPI)              | Gold                                                                   | (25.000)  |
| Österreich (IFPI)            | Gold                                                                   | (25.000)  |
| Polen (ZPAV)                 | Gold                                                                   | (50.000)  |
| Schweden (IFPI)              | Gold                                                                   | (50.000)  |
| Schweiz (IFPI)               | Platin                                                                 | (50.000)  |
| Spanien (Promusicae)         | Platin                                                                 | (100.000) |
| Vereinigte Staaten (RIAA)    | 8× Platin                                                              | 4.000.000 |
| Vereinigtes Königreich (BPI) | 2× Platin                                                              | (600.000) |
| Insgesamt                    | 6× Gold · 29× Platin ·                                                 | 7.455.000 |

Hauptartikel: The Beatles/Auszeichnungen für Musikverkäufe

## Anthology Highlights
Am 14. Juni 2011 veröffentlichte iTunes das Download-Kompilationsalbum Anthology Highlights, das folgende 23 Lieder enthält, davon sieben, die auf Anthology 1 enthalten sind:
| Nummer | Lied                           | Autor                             | Leadgesang                | Länge | Album       |
| ------ | ------------------------------ | --------------------------------- | ------------------------- | ----- | ----------- |
| 01     | Free as a Bird                 | Lennon/McCartney/Harrison/Starkey | Lennon/McCartney/Harrison | 4:23  | Anthology 1 |
| 02     | One After 909                  | Lennon/McCartney                  | Lennon                    | 2:55  | Anthology 1 |
| 03     | That Means a Lot               | Lennon/McCartney                  | McCartney                 | 2:26  | Anthology 2 |
| 04     | Leave My Kitten Alone          | Lennon/McCartney                  | Lennon                    | 2:56  | Anthology 1 |
| 05     | If You’ve Got Trouble          | Lennon/McCartney                  | Starr                     | 2:48  | Anthology 2 |
| 06     | Can’t Buy Me Love              | Lennon/McCartney                  | McCartney                 | 2:10  | Anthology 1 |
| 07     | Mr. Moonlight                  | Lennon/McCartney                  | Lennon                    | 2:47  | Anthology 1 |
| 08     | Kansas City / Hey-Hey-Hey-Hey! | Lennon/McCartney                  | McCartney                 | 2:46  | Anthology 1 |
| 09     | Eight Day’s a Week             | Lennon/McCartney                  | Lennon/McCartney          | 2:47  | Anthology 1 |
| 10     | I’m Looking Through You        | Lennon/McCartney                  | McCartney                 | 2:53  | Anthology 2 |
| 11     | Yesterday                      | Lennon/McCartney                  | McCartney                 | 2:34  | Anthology 2 |
| 12     | Tomorrow Never Knows           | Lennon/McCartney                  | Lennon                    | 3:14  | Anthology 2 |
| 13     | Strawberry Fields Forever      | Lennon/McCartney                  | Lennon                    | 2:34  | Anthology 2 |
| 14     | Across the Universe            | Lennon/McCartney                  | Lennon                    | 3:30  | Anthology 2 |
| 15     | Something                      | Harrison                          | Harrison                  | 3:18  | Anthology 3 |
| 16     | Not Guilty                     | Harrison                          | Harrison                  | 3:22  | Anthology 3 |
| 17     | Octopus’s Garden               | Starr                             | Starr                     | 2:49  | Anthology 3 |
| 18     | All Things Must Pass           | Harrison                          | Harrison                  | 3:04  | Anthology 3 |
| 19     | Come and Get It                | McCartney                         | McCartney                 | 2:30  | Anthology 3 |
| 20     | Good Night                     | Lennon/McCartney                  | Starr                     | 2:38  | Anthology 3 |
| 21     | While My Guitar Gently Weeps   | Harrison                          | Harrison                  | 3:27  | Anthology 3 |
| 22     | The Long and Winding Road      | Lennon/McCartney                  | McCartney                 | 3:41  | Anthology 3 |
| 23     | Real Love                      | Lennon                            | Lennon/McCartney          | 3:54  | Anthology 2 |